# ون بيس: القراصنة المحاربون 3
ون بيس: محاربو القراصنة ((باليابانية: ワンピース 海賊無双) ون بيسو: كايزوكو موسو 3) و (بالإنجليزية: One Piece: Pirate Warriors 3)‏ ون بيس: بيرايت واريورز 3) هي لعبة فيديو أكشن من تطوير شركة تيكمو كوي وتوزيع شركة بانداي نامكو إنترتينمنت لأجهزة بلاي ستيشن 3 وبلاي ستيشن 4 وبلاي ستيشن فيتا ومايكروسوفت ويندوز، وهي اللعبة الثالثة من سلسلة ألعاب ون بيس بعد لعبة ون بيس:محاربو القراصنة 2 التي أنتجت في سنة 2013، بعد طرحها بعدة أشهر إحتلت المراتب الأولى في نسب مبيعات ألعاب الفيديو في اليابان وأمريكا الشمالية.

## وصلات خارجية
- الموقع الرسمي